# Петрополье (Изюмский район)
Петрополье (укр. Петропілля, старое название — Ивановка) — село,
Заводский сельский совет,
Изюмский район,
Харьковская область, Украина.
Код КОАТУУ — 6322883003. Население по переписи 2001 года составляет 55 (26/29 м/ж) человек.

## Географическое положение
Село Петрополье находится у одного их истоков реки Великая Камышеваха, на расстоянии в 2 км расположено село Андреевка, в 3-х км — село Копанки.
На расстоянии в 3-х км проходит автомобильная дорога Т-2109.

## История
- 1774 — дата основания.

Историческое название села — Ивановка. С установлением советской власти в первой половине XX столетия село было переименовано на Петрополье.

## Экономика
- Молочно-товарная ферма.

## Достопримечательности
- Братская могила советских воинов и памятный знак воинам-односельчанам. Похоронено 387 воинов.